# كثيب (لعبة ورق)
كثيب (بالإنجليزية: Dune)‏ هي لعبة بطاقات قابلة للتجميع لم تعد تُطبع في الأسواق، أنتجتها شركة آخر ألعاب يونيكورن ومجموعة الحلقات الخمس للنشر، ثم سحرة الساحل لاحقًا. تدور أحداث اللعبة في عالم كثيب استنادًا إلى الكتب التي كتبها فرانك هربرت، وتضع اللعبة لاعبين أو أكثر ضد بعضهم البعض، كل منهم يتحكم في منزل صغير يتنافس على الدخول إلى لاندسراد.

## وصلات خارجية
- Baumrucker, MD، Steven (مايو 2003). "Dune: Classic CCG". Scrye. أرشيف الإنترنت. مؤرشف من الأصل في 2004-05-03. اطلع عليه بتاريخ 2004-05-03. (بالإنجليزية)
- Dune (card game) on Dunepedia the Dune Encyclopedia (بالإنجليزية)
- Dune Collectible Card Game overview on BoardGameGeek (بالإنجليزية)